# Майкл Розен
Майкл Вейн Розен (англ. Michael Wayne Rosen; нар. 7 травня 1946) — британський диктор, дитячий письменник і поет, автор 140 книг. У червні 2007, змінивши Джаклін Вілсон, він став п'ятим Дитячим Лауреатом у Британії, яким був аж до 2009 року.
Народився в єврейській родині педагогів та комуністів Гарольда Розена та Конні Ісакофі. Сам Майкл є соціалістом, прихильником Соціалістичної робітничої партії (у 2004 році висувався на виборах від партії Respect) та підтримує проголошення Великої Британії республікою.